# Drittes Kino
Drittes Kino ist ein Komplex von Kinobewegungen, die im Kontext der Unabhängigkeitsbewegungen der sog. Dritten Welt entstanden.

## Entstehung
Der erste und heute bekannteste Film des Dritten Kinos ist der zweiteilige Essayfilm La Hora de los Hornos – Die Stunde der Hochöfen von Pino Solanas und Octavio Getino. Die Bedeutung des Films und seiner Regisseure, die mit dem 1969 verfassten Manifest Hacia un Tercer Cine („Für ein Drittes Kino“) auch die wichtigste theoretische Grundlage des Dritten Kinos schufen, führten dazu, dass vor allem das argentinische und chilenische Kino der frühen 1970er Jahre als paradigmatisch für das Dritte Kino wahrgenommen wurde. Zum Dritten Kino gehörten jedoch auch Bewegungen wie das brasilianische Cinema Novo, Teile des kubanischen Kinos (wie Tomás Gutiérrez Alea), die Filme, die der bolivianische Filmemacher Jorge Sanjinés gemeinsam mit seiner Gruppe Ukamau realisierte und Teile vor allem des frankophonen afrikanischen Kinos (so das Kino von Ousmane Sembène, Med Hondo und Safi Faye).
Einige filmhistorischen Ansätze zählen auch inhaltlich ähnlich ausgerichtete Filmbewegungen Asiens zum Dritten Kino. So umfassten zwei Filmreihen, die das Berliner Kuratorenkollektiv The Canine Condition 2009 und 2010 entwickelte, auch Filme aus den Philippinen und der Volksrepublik China. Auch einige Neuerscheinungen sehen das Dritte Kino eher durch eine antikoloniale, oft marxistisch inspirierte Ausrichtung definiert, als durch eine geteilte Formensprache.

## Ästhetik
Gemeinsam war diesen Kinobewegungen, dass sie den Neokolonialismus herausforderten sowie das kapitalistische System. Die Bezeichnung wählten Solanas und Getino einerseits analog zum Begriff der Dritten Welt, andererseits weil sie das von ihnen konzipierte Kino gegen das Hollywood-Modell (1. Kino), das darauf abzielt mit Kino als Unterhaltungsmedium Geld zu verdienen, ebenso abgrenzten wie gegen das europäische Autorenkino (2. Kino).

## Rezeption
Das Dritte Kino wurde vor in Westeuropa erstmals sichtbar mit der Aufführung von La Hora de los Hornos auf dem Filmfestival in Pesaro 1968. Im Anschluss fand der Film eine breite Rezeption in Westeuropa. Die französischen Filmzeitschriften Cahiers du cinéma und Cinethique widmeten dem Film und seinen Regisseuren Dossiers. In Deutschland wurde das Dritte Kino vor allem durch die Entstehung des Verleihs der Freunde der deutschen Kinemathek (heute Arsenal – Institut für Film und Videokunst e. V.) bekannt gemacht. Noch heute finden sich zahlreiche Filme des Dritten Kinos in der Sammlung des Arsenals, teilweise die jeweils weltweit einzig überlebende Kopie.